# Barra da Tijuca
Barra da Tijuca es un barrio de la ciudad brasileña de Río de Janeiro, ubicado unos 15 kilómetros al oeste de las playas de la Zona Sur y a unos 25 kilómetros (también hacia el oeste) del centro de la ciudad. Es uno de los barrios más jóvenes de Río de Janeiro, donde predomina una población de clase media-alta.
El barrio es parte de la Región Administrativa XXIV, que lleva el mismo nombre y a su vez forma parte de la Región de Planeamiento 4.2, también llamada Barra da Tijuca. En 2018 tenía una población de 143.848 personas en 56.412 viviendas (según datos del Sindicato de la Vivienda, Secovi-Rio), en su mayoría mayores de 60 años de clase A con estudios superiores.
Apodado "Miami brasileña" o "Miami carioca", Barra da Tijuca se encuentra sobre las costas del Océano Atlántico y tiene una geografía de playas, lagunas y amplios espacios verdes, con numerosos edificios de lujo, barrios cerrados, un importante sector hotelero, centros de negocios y grandes centros comerciales.
El barrio incluye zonas de profusa vegetación y seis parques principales: el Bosque da Barra, el Parque Chico Mendes, la Reserva Marapendi, el Parque Ecológico Prainha, el Parque Municipal Fazenda da Restinga y el Parque Ambiental Mello Barreto.

## Toponimia
En la navegación marítima, el término en portugués barra se refiere a la desembocadura de un río o arroyo, o la entrada a un puerto o bahía, mientras que la palabra Tijuca era utilizada por indígenas de la zona (tupíes) y significa camino en dirección al mar o sendero. Cuando Barra da Tijuca recibió su nombre, la zona era una llanura recorrida por lagos interconectados que desembocaban en el mar.

## Historia

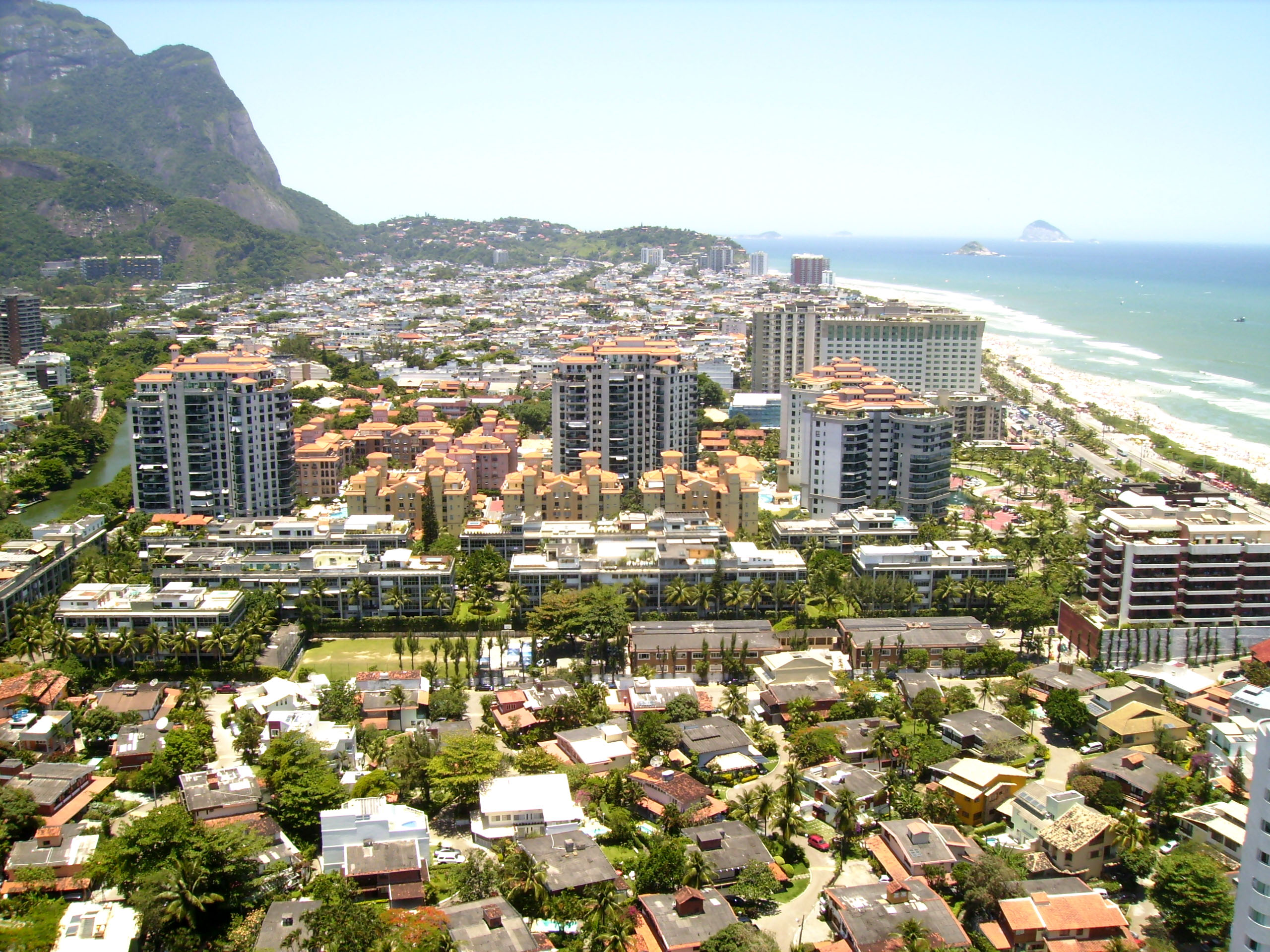
Vista aérea desde el oeste.

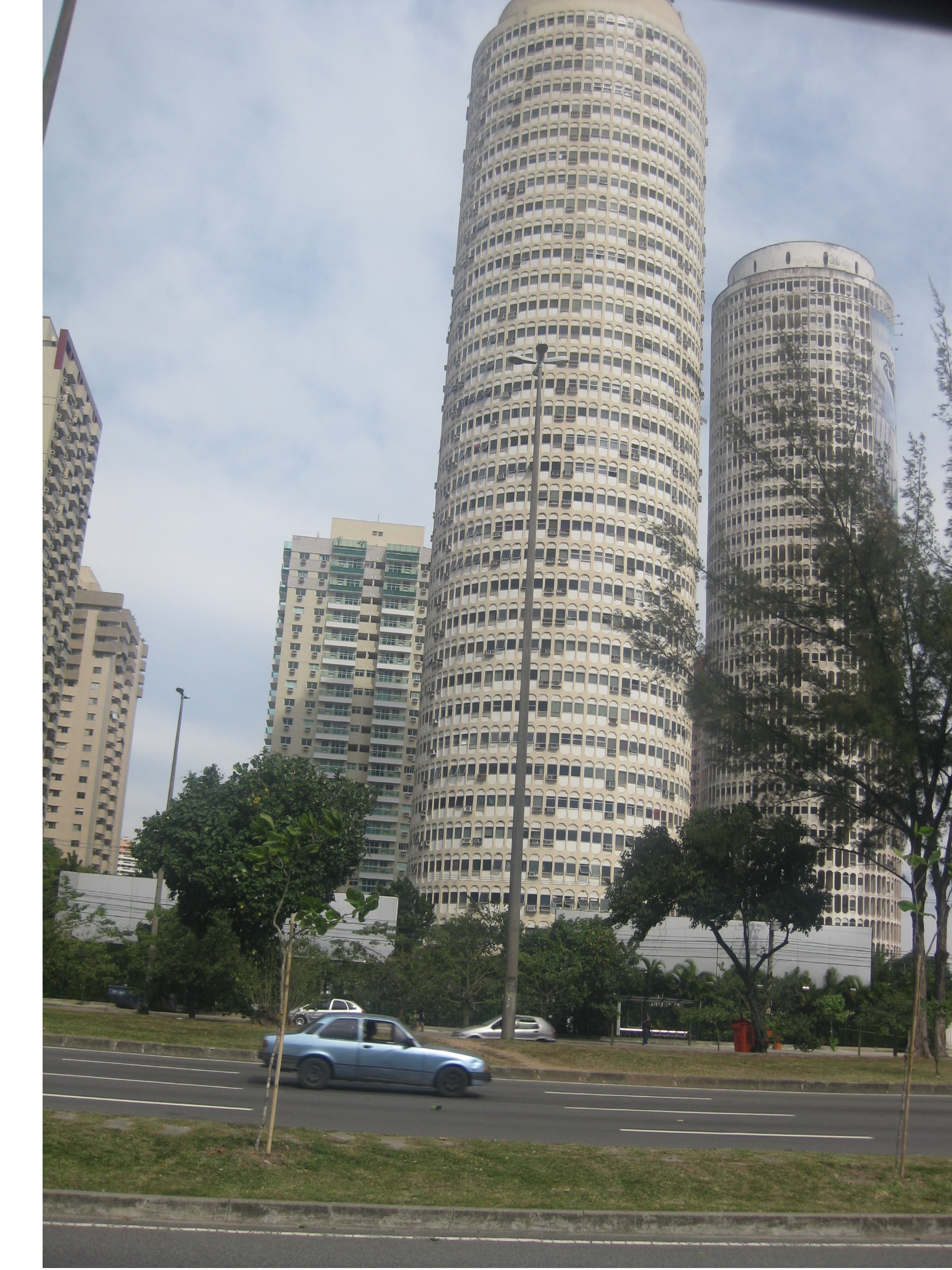
Condominios en Barra da Tijuca.

La zona tardó en integrarse al resto de la ciudad y fue un reducto de pescadores con poco desarrollo urbano, ya que se trataba de un gran arenal de marismas y humedales donde se dificultaba la cría de ganado y el cultivo.
Mientras el barrio comenzaba a desarrollarse desde los extremos (la zona de Jardim Oceânico al este y Recreio dos Bandeirantes al oeste), Francisco Negrão de Lima, gobernador de lo que entonces era el Estado de la Guanabara, encomendó en la década de 1960 al arquitecto y urbanista Lúcio Costa (quien previamente había proyectado el Plan Piloto de Brasilia) el diseño de Barra da Tijuca, que estuvo listo en 1969.
En la década siguiente se construyó la carretera Lagoa-Barra, que comunica la Zona Sur de Río de Janeiro con Barra da Tijuca. En esa época se erigieron los primeros grandes condominios de edificios residenciales, y en 1981 se inauguró el centro de compras BarraShopping, que se convertiría en el "complejo de comercio y servicios más grande de Brasil".
Fue entonces cuando a partir de la década de 1980 hubo una explosión demográfica y numerosas personalidades, políticos, empresarios y miembros de la clase media-alta de la ciudad se instalaron en Barra da Tijuca.
Durante el segundo mandato del alcalde de Río Marcello Nunes de Alencar (1988-1993) se desarrolló la urbanización sobre la avenida costanera (que hoy lleva el nombre de Lúcio Costa), con la construcción de la ciclovía y la instalación de numerosos quioscos de venta de bebidas y refrigerios.
Otro período de crecimiento del barrio fue con motivo de los Juegos Olímpicos de Río de Janeiro 2016, cuando se construyeron el Parque y la Villa Olímpica, además de comunicar la zona con el centro de la ciudad a través de una extensión de la red de metro, con la inauguración de la estación Jardim Oceânico, correspondiente a la Línea 4 (amarilla).

## Geografía
El barrio Barra da Tijuca limita con los siguientes barrios:
- Recreio dos Bandeirantes: la intersección con la Avenida Salvador Allende y la Avenida Alfredo Baltazar da Silveira.
- Joá: en el puente sobre el canal de Joatinga y desde el inicio del Largo da Barra.
- Itanhangá: los puentes, antiguos y nuevos, sobre la Lagoa da Tijuca, que cubre la isla Gigóia y los islotes adyacentes, incluidos en Itanhangá.
- Camorim: el lado oeste de la Avenida Salvador Allende, entre Canal do Cortado y Rio-centro.
- Jacarepaguá: por Avenida Abelardo Bueno. El Parque Olímpico de Río de Janeiro se encuentra dentro de los límites de Barra. mientras que los edificios del otro lado de la avenida están en Jacarepaguá.[10]

### Playa de Barra da Tijuca
La playa de Barra da Tijuca es la principal playa de la región y se extiende a lo largo de la Avenida Lúcio Costa hasta Recreio dos Bandeirantes. Es la playa más grande del estado de Río de Janeiro, con dieciocho kilómetros de extensión. A partir de la Avenida Ayrton Senna, la playa no cuenta con malecón, por ser una zona ambientalmente protegida. Tiene olas fuertes y tubulares que son excelentes para la práctica del surf y el bodyboard. Allí se realizan varias etapas de campeonatos brasileños e incluso mundiales como el WT. Sus arenas son blancas y finas.